# Parafia Podwyższenia Krzyża Świętego w Miłakowie
Parafia Podwyższenia Krzyża Świętego w Miłakowie – rzymskokatolicka parafia w Miłakowie, należącym do archidiecezji warmińskiej i dekanatu Orneta. Została utworzona 8 lutego 1871. Mieści się przy ulicy Kopernika.